# Паучок (мультфильм)
«Паучок» — российский мультипликационный фильм анимастудии «Башкортостан», 1994 года. В 1998 году фильм участвовал в фестивале «Таруса», но призами удостоен не был.

## Сюжет
Фильм-песенка для детей. Лохматый паучок строит жилище себе и своей избраннице.

## Создатели
Над мультфильмом работали:
- Мичурин А. С.
- Мичурина Е. А.
- Казакова И.
- Жучков А.
- Киреев В.
- Шестакова Н.

В мультфильме использована песня группы «Трям».